# Dagor Aglareb
Slavná bitva (v sindarštině Dagor Aglareb) byla třetí bitvou Beleriandských válek ve fiktivním světě J.R.R. Tolkiena. Morgoth se v ní pokusil překvapit elfy náhlým útokem, byl však drtivě poražen. Noldor po bitvě ještě více zesílili sevření kolem pevnosti Temného pána, načež následovalo bezmála 400 let ostražitého míru, přerušovaného jen občasnými Morgothovými útoky. Toto období je známo jako Obležení Angbandu.

## Situace před bitvou
Po bitvě Dagor-nuin-Giliath a osvobození Maedhrose z Morgothova zajetí, se Noldor napevno usadili v zemích na sever od Beleriandu. Král Doriathu Thingol, který se považoval za krále celého Beleriandu, jim povolil spravovat Hitlum, Dorthonionskou vysočinu a země na východ od ní. Maedhros přenechal korunu velekrále Noldor svému nevlastnímu strýci Fingolfinovi. Aby nedošlo mezi oběma rody k dalším svárům, rozhodlo se, že Hitlum, Nevrast a Dor-Lómin budou patřit Fingolfinovu domu a Fëanorovi synové budou vládnout ve východních zemích až za Dorthonionskou vysočinou. Na vysočině měli svá panství Finarfinovi synové Angrod a Aegnor. Sirionský průsmyk hlídal ze své věže Minas Tirith Finrod. 
Morgoth byl v domnění, že elfové se jen potulují Beleriandem a nepřipravují se na jeho výpad. Proto se rozhodnul s celou svou silou prudce zaútočit.

## Bitva
Morgothovi obrovské šiky skřetů vyrazily z Angbandu na jih. Některým menším oddílům se podařilo probojovat cestu na jih Sirionským průsmykem a Maglorovou bránou. Hlavní síla nepřítele však směřovala vstříc Finarfinovým synům. Angrod a Aegnor čelili se svým lidem v Dorthonionu největšímu náporu. Fingolfin a Maedhros nelenili, každý shromáždil sílu svého lidu, a od západu i východu přispěchali bratrům na pomoc. Morgothovi sluhové byli odraženi z vysočiny a museli ustoupit na Ard-Galen. Tam byli sevřeni a na dohled od bran Angbandu krutě poraženi.

## Důsledky
Bitva Noldorským pánům připomněla, že Morgoth nespí a nezapomněl na válku. V boji sice padly téměř všechny jeho síly, ale Angbandské kovárny opět začaly naplno vyrábět a skřeti se pod horami opět rychle množili. Elfové se po bitvě ještě těsněji a pevněji sevřeli kolem Morgothova sídla. Temný pán, až na několik málo výjimek po 400 let nevycházel z Angbandu s velkou armádou a soustředil se pouze na zasévání křivd mezi elfy a na zbrojení. Období ostražitého míru se nazývá Obležení Angbandu. Všechny svobodné národy Beleriandu za hradbou Noldor vzkvétaly a bohatly. Dagor Aglareb, ve které Noldor v jako jediné dosáhli zdrcujícího vítězství nad Morgothem, je právem označována jako Slavná bitva.